# Santa Lucia (Fonte Nuova)
Santa Lucia (Santa Lucia di Mentana fino al 2001) è una frazione di circa 12 178 abitanti (al 2020) del comune di Fonte Nuova, nella città metropolitana di Roma capitale.

## Geografia fisica
La frazione di Santa Lucia assume la tipica connotazione dell'agro romano: per ampi tratti collinare raggiungendo i 152 metri d'altezza dal livello del mare (Monte Carnale) e pianeggiante lungo il tratto della via Palombarese ( 35 metri slm al Fosso di Santa ). Ha confini naturali con il comune di Guidonia Montecelio (il fosso di Monte Gentile, il fosso di Pratolungo e il fosso di Santa Lucia) e con la frazione di Tor Lupara (Quarto di Santa Lucia, Macchia Mancini e il Bosco di Valle Cavallara).

## Storia
In età arcaica la zona subiva l'influenza dei limitrofi abitati di Nomentum e Ficulea e fu teatro, in un periodo compreso tra la fine del VI e l'inizio del V secolo a.C., di numerose battaglie tra Romani e Sabini (come diversi rinvenimenti archeologici dimostrano). Ricordiamo inoltre, nel 1867, la famosa mancata presa di Roma da parte dei Garibaldini (battaglia di Mentana). La storia della borgata Santa Lucia (di Mentana, fino al 2001) è molto recente. Fino agli anni '50 del '900 la zona era completamente disabitata e costituiva un fondo del comune di Mentana; l'unica costruzione presente era un casale risalente alla seconda metà del XVI secolo, poi adibito a trattoria (al secolo Atos, di proprietà di una famiglia mentanese), situato sulla via Palombarese al bivio delle Molette e demolito nel 2008 per motivi di sicurezza. 
La zona in cui attualmente si è sviluppato il centro abitato di Santa Lucia era paludosa ed inospitale. I primi insediamenti urbani risalgono al 1950, quando una discreta immigrazione (soprattutto dalle Marche, dall'Abruzzo, dall'Umbria, dal Basso Lazio e dalla Calabria) attratta dall'esiguo costo dei terreni, dalla poca distanza dalla capitale e dal lavoro offerto dalla fabbrica di laterizi appena inaugurata, ha fatto in modo che sorgessero le prime abitazioni sparse lungo la via Palombarese e soprattutto in zona Borgo Santa Lucia (l'attuale via Santa Lucia), ovvero il primo nucleo significativo della frazione sviluppatosi grazie alla vicinanza dalla fornace, che ha visto accogliere la seconda attività commerciale della borgata: l'osteria-alimentari della famiglia Raponi (che ha dato nome alla zona di pertinenza per consuetudine). 
Da allora lungo la Palombarese sono sorte sempre più abitazioni: dapprima di modesta fattura ed in seguito palazzine, ville ed attività commerciali, che hanno arrecato (soprattutto a partire dalla costituzione del nuovo Comune) non pochi disagi alla popolazione locale. L'urbanizzazione massiccia dovuta alla fuga dalla Capitale ha infatti causato la cementificazione di gran parte del suolo già rurale. Il 15 ottobre 2001 Santa Lucia si distacca dal comune di Mentana a seguito di un referendum per costituire, insieme all'altra ex frazione di Tor Lupara, il comune sparso di Fonte Nuova.

## Monumenti e luoghi d'interesse
- Diversi ruderi di Età etrusca e romana;
- Vari fontanili sparsi nelle campagne[1];
- La chiesa di Santa Lucia (consacrata nel 1972), in stile moderno, ospita al suo interno opere di Agata Pistone Etna.
- La grotta di Santa Lucia, una cavità artificiale risalente all'epoca Romana, probabilmente luogo di culto; restaurata nel 2019.

### Film girati a Santa Lucia
- Il bestione di Sergio Corbucci (1974)
- L'Esorciccio di Ciccio Ingrassia (1975)[2]
- Rally (miniserie televisiva) di Sergio Martino (1989)

### Tradizioni e folclore
Tra la fine di maggio e l'inizio di giugno si svolge la Sagra delle Rose, nata nel 1969

## Geografia antropica

### Rioni di Santa Lucia

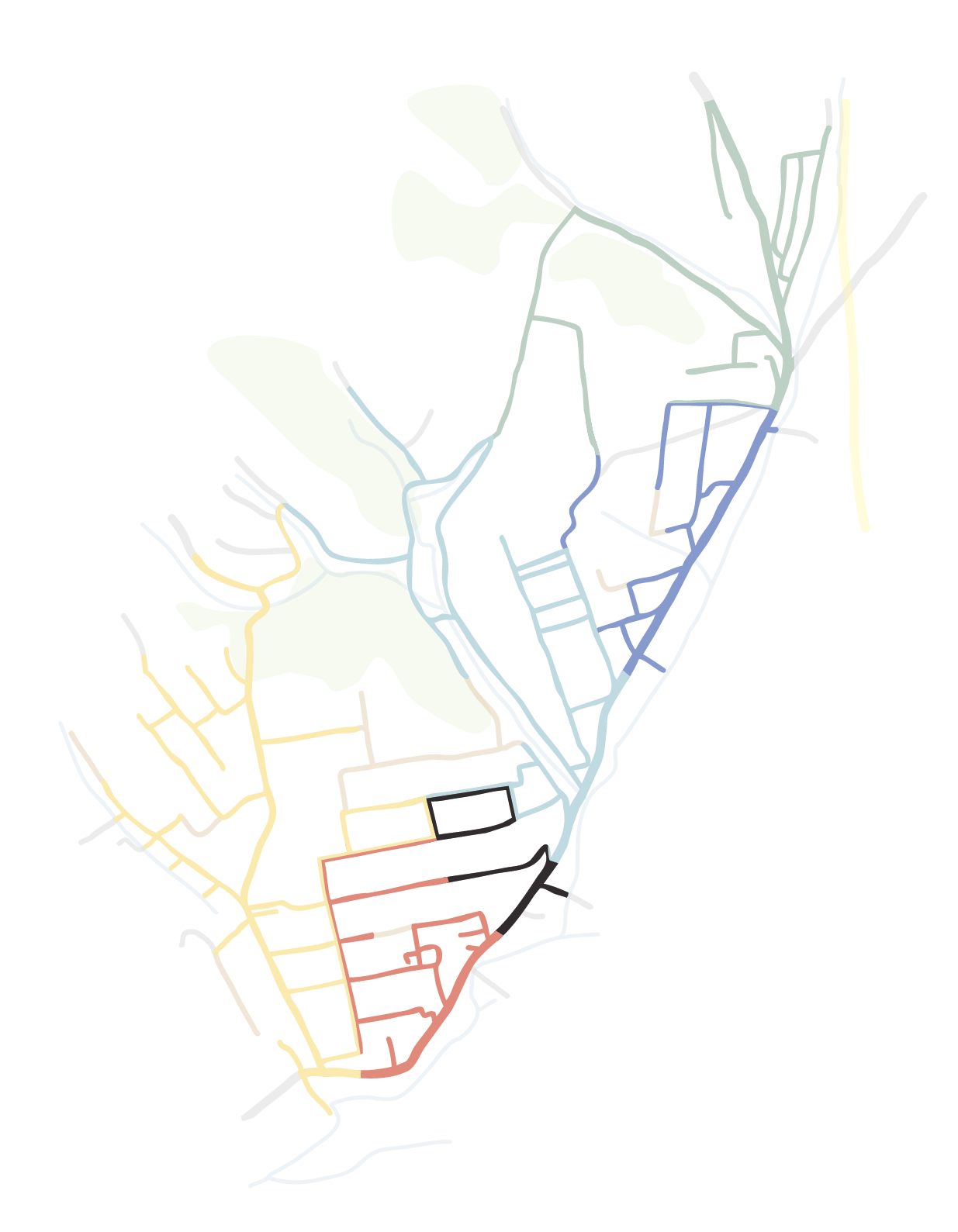
Mappa dei Rioni di Santa Lucia.

Il paese è suddiviso in sei Rioni, che rappresentano e tracciano la nascita dei primi nuclei abitativi del paese coi relativi bar/osterie di riferimento. Nell'ordine, da Roma verso Palombara, abbiamo: Santa Lucia (giallo-rosso, il primo nucleo abitativo significativo del paese, altresì noto come "borgata"), San Giuseppe (bianco-rosso, dove è ubicata la Chiesa di San Giuseppe), Lo Sport (giallo-nero, dove è presente il campo sportivo), La Brocca (bianco-azzurro, dove sono presenti diversi fontanili), Le Molette (giallo-blu, prende il nome della via che segna il confine del paese con Mentana) e Monte Bianco (bianco-verde, prende il nome della via che segna il confine con Tor Lupara). I rioni prendono vita soprattutto in relazione alla pluridecennale Sagra delle Rose, nella quale si addobbano a festa e si sfidano in diverse gare, tra le quali la storica Sfilata dei Carri Allegorici e il Torneo di Calcio.

## Economia
- Viticoltura e olivicoltura
- Pastorizia
- Pendolarismo

## Sport
Nella frazione ha sede la società di calcio A.S.D. Santa Lucia Calcio, fondata nel 2003. La società S.S. Santa Lucia, fondata nel 1965, è confluita nella A.S.D. Fontenuovese nel 2010 (dopo aver assunto denominazione A.C. Fonte Nuova nel 2002). Entrambe hanno disputato campionati dilettantistici regionali col massimo traguardo dell'Eccellenza (Lazio).
La società di pallavolo I.C.S. Volley Santa Lucia milita in Serie C femminile (Lazio). Ora sta disputando il torneo per entrare in B2 femminile (Lazio).